# Friedhof St. Georgen (Bayreuth)

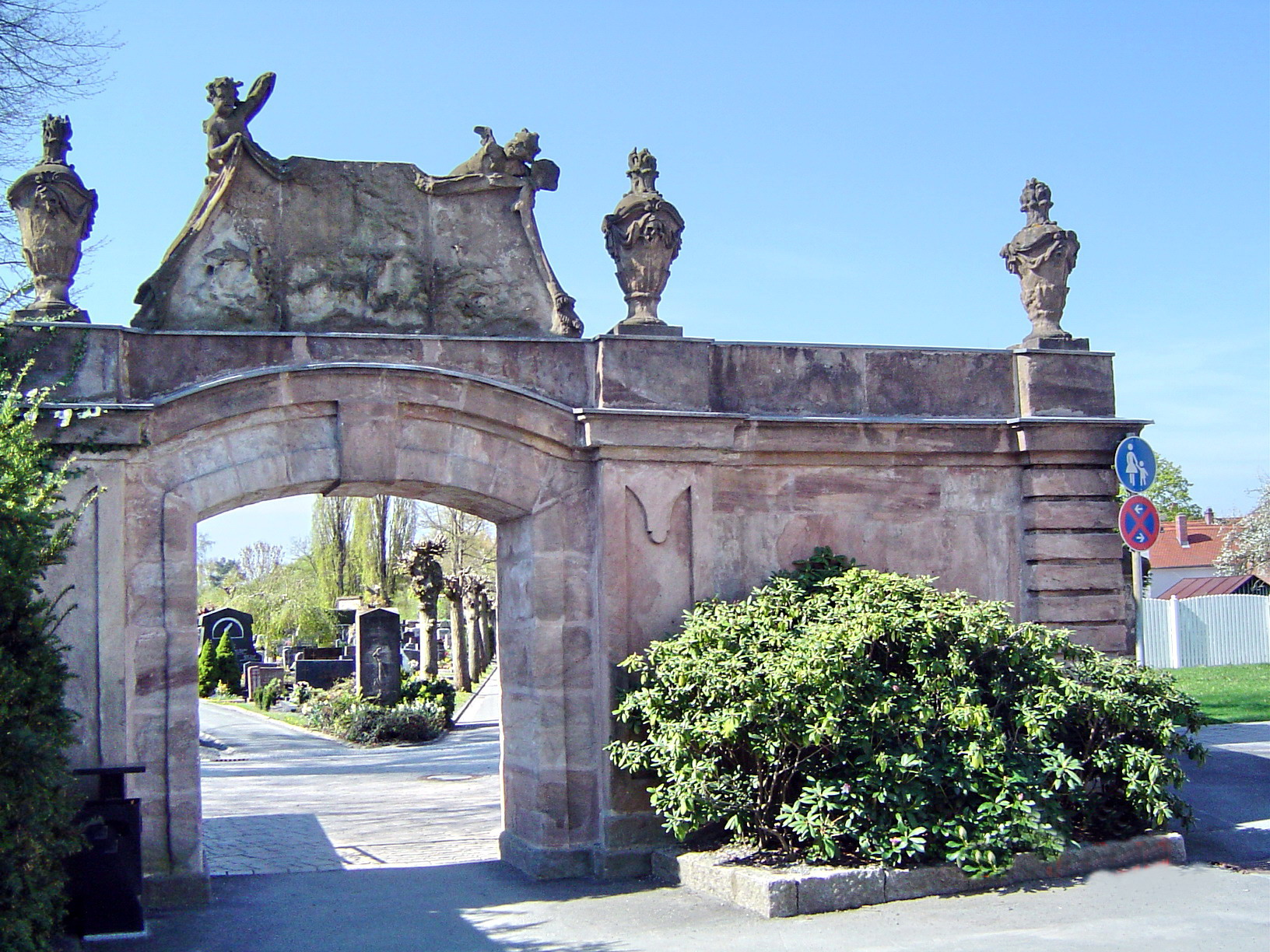
Eingangsportal

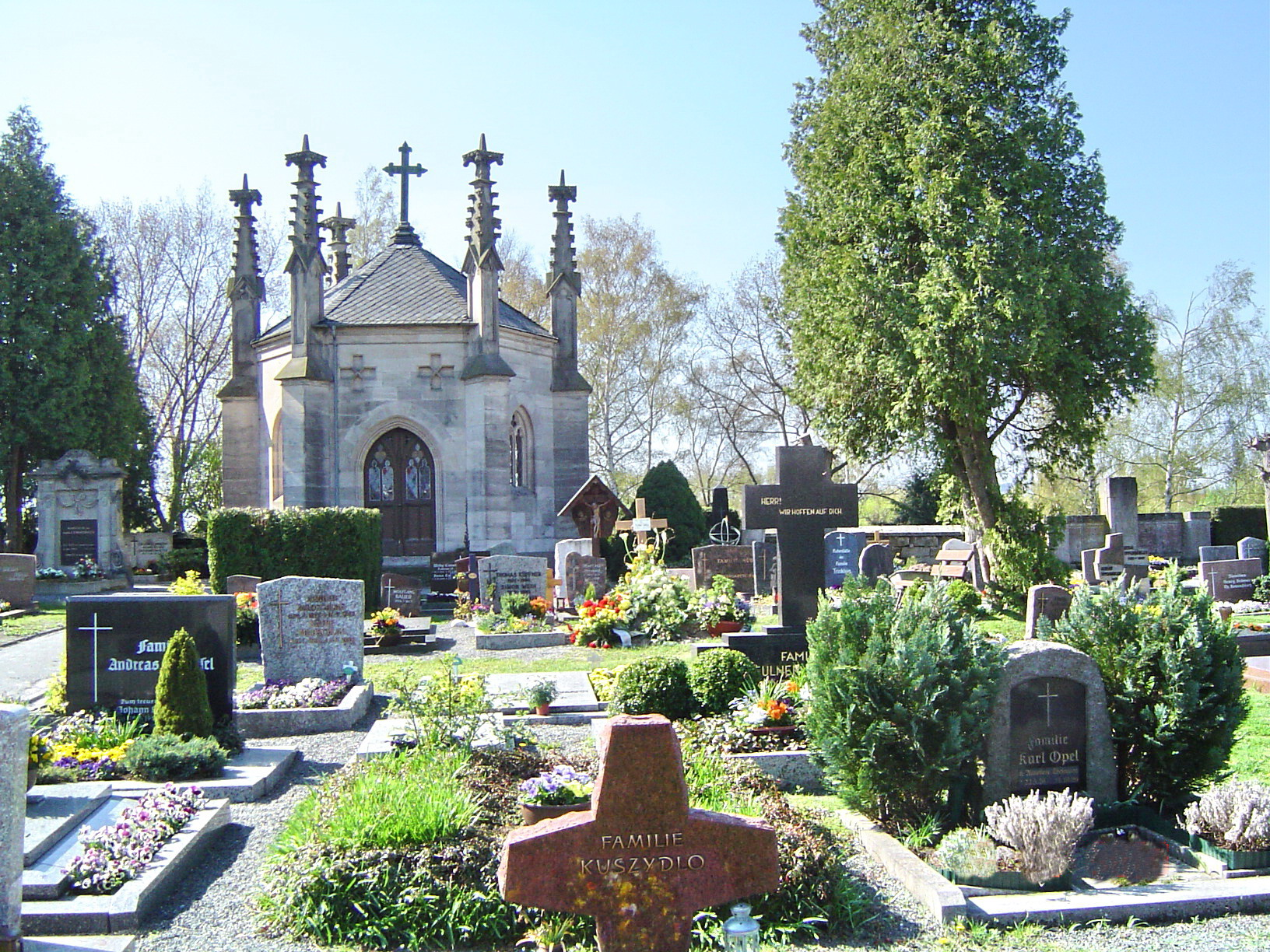
Friedhofsgelände

Der Friedhof St. Georgen ist einer von fünf Friedhöfen in Bayreuth. Er liegt im Südosten des Ortsteils Sankt Georgen und wird von der Evangelisch-Lutherischen Gesamtkirchengemeinde Bayreuth verwaltet.
Die in der Markgrafenzeit planmäßig angelegte Stadt Sankt Georgen am See wurde 1709 mit einem Friedhof ausgestattet. Bis ins 20. Jahrhundert war er die Begräbnisstätte für alle Einwohner Bayreuths, die nördlich des Roten Mains lebten. Der Friedhof steht mit seiner Friedhofsmauer, dem Eingangsportal des barocken Bildhauers Elias Räntz und mehreren Barock-, Rokoko- und Klassizismusgräbern unter Denkmalschutz. An den teils stark verwitterten Eingang schließt unmittelbar das Grabmal für den Magistrat und Fabrikanten Christoph Friedrich Leers an.
Im Jahr 2021 wurde ein Grab wiederentdeckt, in dem zwischen dem 24. Dezember 1870 und dem 16. März 1871 sechs junge französische Soldaten beerdigt wurden. Sie gehörten zu mehreren hundert Kriegsgefangenen des Deutsch-Französischen Kriegs, die im Sankt Georgener Gefängnis interniert und dort an Krankheiten gestorben waren.
Auf dem Friedhof liegen mindestens 36 verstorbene Babys von Zwangsarbeiterinnen, die ab März 1943 dort bestattet wurden. Deren Mütter, die überwiegend aus Polen und der Sowjetunion stammten, waren hauptsächlich in der Landwirtschaft in Bayreuth und Umgebung, aber auch in Spinnereien und Rüstungsbetrieben eingesetzt. Die Lage der Gräber ist nicht mehr feststellbar. Auch im Zuchthaus Sankt Georgen ums Leben gekommene politische Gefangene wie Waldemar Hentze, darunter auch zahlreiche Tschechoslowaken, wurden auf dem Friedhof Sankt Georgen beerdigt.
Am Ende des Zweiten Weltkrieges wurde die Anlage mit der Kriegsgräberstätte erweitert. Aufgrund der zum Kriegsende bei Kampfhandlungen und in Lazaretten gestorbenen Soldaten und einer großen Anzahl an Bombenopfern befindet sich dort eine der größten Kriegsgräberstätten Oberfrankens.